# Australische dwergarend
De Australische dwergarend (Hieraaetus morphnoides) is een vogel uit de familie van de havikachtigen (Accipitridae).

## Kenmerken
De poten zijn bevederd en de staart heeft een vierkante vorm. Met de vleugels gespreid worden ze tot 120 centimeter breed.  Hun veren zijn licht- tot donkerbruin en veranderen met de leeftijd van de vogels. Meestal zijn ze lichtbruin met een donkerbruine rug en zwarte strepen op de kop en de nek. Ze hebben een korte kuif en bevederde poten. De lichaamslengte bedraagt circa 50 cm.

## Leefwijze
De vogels leven van levende prooien maar ook van aas. Het zijn snelle jagers die een flinke duik nemen om hun prooi te pakken. Naast konijnen worden ook kleine vogels en hagedissen gegeten. Het aantal van deze arenden gaat sterk achteruit omdat het aantal konijnen sterk is gedaald. Maar ook andere knaagdieren en kangoeroes komen minder voor. Hierdoor vinden de arenden geen prooien meer.

## Voortplanting
De arenden maken hun nest in de bomen bekleed met bladeren. Daarin worden één tot twee eieren gelegd.

## Verspreiding en leefgebied
Deze soort is endemisch in Australië. De vogels leven in open bossen en graslanden, maar komen niet voor in dichte bossen.

## Status
De grootte van de populatie wordt geschat op 10.000 tot 100.000 volwassen vogels. Op de Rode lijst van de IUCN heeft deze soort de status niet bedreigd.